# Valdemar 3. af Slesvig
Valdemar 3. Abelsen (død 1257) var hertug af Slesvig (Sønderjylland) fra 1253 til 1257. Han var ældste søn af kong Abel af Danmark og Mechtilde af Holsten.

## Biografi
Ved sin fars død i 1252 sad Valdemar fængslet i Köln som fange hos fyrstærkebiskoppen. Da han derfor ikke kunne gøre krav på den danske trone, blev faderens yngre bror, Christoffer, valgt til konge i stedet. Valdemars mors slægtninge, greverne af Holsten, fik dog Valdemar løsladt og støttede ham i hans krav på Slesvig. I 1253 måtte kong Christoffer give efter og forlene ham med Slesvig. 
De følgende år lå Valdemar i tilbagevendende stridigheder med kong Christoffer. Valdemar døde allerede i 1257, og hans krav på hertugdømmet Slesvig blev overtaget af hans lillebror Erik Abelsen.